# Корнелій Луп
Корнелій Луп (лат. Cornelius Lupus; ? — 47) — державний діяч часів ранньої Римської імперії, консул-суффект 42 року.

## Життєпис
Про походження та молоді роки нічого невідомо. Розпочав свою кар'єру наприкінці правління імператора Октавіана Августа. За правління імператора Тиберія керував провінцією Крит і Киренаїка.
У 42 році став консулом-суффектом разом з Гаєм Цециною Ларгом. Перебував у дружніх відносинах з імператором Клавдієм. Втім останній у 47 році повірив доносу консуляра Публія Суіллія Руфа й наказав стратити Корнелія Лупа.